# Langt fra Las Vegas
Langt fra Las Vegas er en dansk sitcom, som er skabt af komikerne Casper Christensen og Frank Hvam. Serien blev oprindeligt sendt på TV 2 Zulu i perioden 27. februar 2001 til 25. november 2003, men er siden blevet genudsendt flere gange. Serien består af 5 sæsoner med 53 afsnit, som blev instrueret af henholdsvis Jarl Friis-Mikkelsen, Jonas Elmer, Pia Bovin, Mikkel Nørgaard, Casper Christensen og Frank Hvam.
Hovedpersonerne i serien er; komikeren Casper Christensen, den kiksede sportskommentatorer Kenny Nickelman (Frank Hvam), den perverse chef Niels Buckingham (Klaus Bondam), arkitekten og senere tv-stationens pressechef Liva Knibbe Eberhardt (Iben Hjejle), sekretæren Lisa (Katja K), journalisten Kim Dorowsky (Sofie Stougaard) og den brystfikserede kameramand Robert Dølhus (Lars Hjortshøj).
Handlingen foregår på tv-stationen Jump Start og omhandler de ansattes hverdag, hvilket i løbet af serien medfører mange sjove scener. I serien følger man komikeren Casper Christensens liv. I starten er han dybt forelsket i sygeplejersken Anne (Stine Stengade), som bor ovenpå. Den endelige kærlighed går til Liva (Iben Hjejle), som er arkitekt og senere bliver ansat på Jump Start som pressechef. Casper gennemgår en masse hverdagsproblemer gennem hele serien. Alt lige fra en hippiefar til en svigerfar, som er læge, og som kontrollerer alle Caspers handlinger.
Serien havde et gennemsnitlig seertal på  224.000. Langt fra Las Vegas vandt TV Prisens "Årets Comedy" i både 2002 og 2003.

## Baggrund
Casper Christensen og Frank Hvam står bag idéen og konceptet til serien. Serien blev optaget i Metronomes studier på Amager. Det var aldrig meningen, at Lars Hjortshøj skulle spille rollen som Robert Dølhus, men på grund af et afbud til casting fik han rollen. Efter hver uges optagelser i studiet skulle billederne vises til et publikum på stand up-baren Comedy Zoo. Optagelserne blev brugt som "dåselatter" i de færdigklippede tv-afsnit. Ofte gik skuespillere, forfattere og instruktører fra serien med på Comedy Zoo for at få en fornemmelse af, hvad der virkede, og hvornår komikken ramte ved siden.

## Afsnit

### Sæson 1 (2001, foråret)
1. En Ordentlig Sneppetur (sendt første gang 27. februar 2001)
2. Trillekød (sendt første gang 6. marts 2001)
3. Danish Dynamite (sendt første gang 13. marts 2001)
4. Ordnung Muss Sein (sendt første gang 20. marts 2001)
5. Kærlighedspokalen (sendt første gang 27. marts 2001)
6. Proletarkæden (sendt første gang 3. april 2001)
7. Sexfreak (sendt første gang 10. april 2001)
8. Se & Hor (sendt første gang 17. april 2001)
9. Heidi, Del 1 (sendt første gang 24. april 2001)
10. Heidi, Del 2 (sendt første gang 1. maj 2001)
11. Én På Egnsdragten (sendt første gang 8. maj 2001)
12. IT Phone Home (sendt første gang 15. maj 2001)
13. Helmig Fucki Fucki (sendt første gang 22. maj 2001)

### Sæson 2 (2002, foråret)
1. Lars Herlow (sendt første gang 5. marts 2002)
2. Mia Hundvin (sendt første gang 12. marts 2002)
3. John Travolta (sendt første gang 19. marts 2002)
4. Mek Pek (sendt første gang 26. marts 2002)
5. Mufufu (sendt første gang 2. april 2002)
6. Michel (sendt første gang 9. april 2002)
7. Liva (sendt første gang 16. april 2002)
8. Mogens K. Eberhart (sendt første gang 23. april 2002)
9. Monsieur Dipp (sendt første gang 30. april 2002)
10. Oliver (sendt første gang 7. maj 2002)

### Sæson 3 (2002, efteråret)
1. Feng Shui (sendt første gang 17. september 2002)
2. Kat (sendt første gang 24. september 2002)
3. Laust (sendt første gang 1. oktober 2002)
4. Polle Pot (sendt første gang 8. oktober 2002)
5. Bedste, det er bare mig (sendt første gang 15. oktober 2002)
6. Tis (sendt første gang 22. oktober 2002)
7. Jeopardy (sendt første gang 29. oktober 2002)
8. Kærlighed gør blind (sendt første gang 5. november 2002)
9. Som søn så far (sendt første gang 12. november 2002)
10. Det sidste ord (sendt første gang 19. november 2002)

### Sæson 4 (2003, foråret)
1. Pressemødet (sendt første gang 18. marts 2003)
2. Don't Wanna Lus You Now (sendt første gang 25. marts 2003)
3. Starfucker (sendt første gang 1. april 2003)
4. Mere møs til Dennis (sendt første gang 8. april 2003)
5. Tino, Gunnar og en hel krukke bolsjer (sendt første gang 15. april 2003)
6. Ultimate Kosher (sendt første gang 22. april 2003)
7. Arrivederci Kenny (sendt første gang 29. april 2003)
8. Nestor (sendt første gang 6. maj 2003)
9. Trøstepagten (sendt første gang 13. maj 2003)
10. Kammeratstolen (sendt første gang 20. maj 2003)

### Sæson 5 (2003, efteråret)
1. Skat (sendt første gang 23. september 2003)
2. DVD-aftener (sendt første gang 30. september 2003)
3. Den forsølvede barnesko (sendt første gang 7. oktober 2003)
4. Hvem ka' Lie Kaas (sendt første gang 14. oktober 2003)
5. Picaspero (sendt første gang 21. oktober 2003)
6. Onani (sendt første gang 28. oktober 2003)
7. Who's Your Daddy (sendt første gang 4. november 2003)
8. Herretur (sendt første gang 11. november 2003)
9. Kim og femidomet (sendt første gang 18. november 2003)
10. Et fister øjeblik (sendt første gang 25. november 2003)

## Persongalleri

### Hovedroller
- Hovedroller
- Casper Christensen som 
Casper Christensen
- Frank Hvam som 
Kenny Nickelmann
- Klaus Bondam som 
Niels Buckingham
- Katja K som 
Lisa Bremer Harris

- Casper Christensen (spillet af Casper Christensen). Seriens hovedperson og morgenvært på Jumpstart. Hans bedste ven er Kenny Nickelmann. Han danner i sæson 1 par med sygeplejersken Anne Joronsen, bliver gift med Kim Dorowsky i sæson 2, men bliver i slutningen af samme sæson kæreste med arkitekten Liva Eberhardt. Under alle forhold har han dog haft tendenser til utroskab når han ikke følte sig tilfredsstillet nok.
- Kenny Nickelmann (spillet af Frank Hvam). Sportsjournalist hos Jumpstart og Caspers bedste ven. Han er meget stolt af de talenter han har, og tilsyneladende også af dem, han ikke har, og han praler tit når han får muligheden for det. Han går tit med sixpence, tweedtøj og anden gammel-mands agtig påklædning. På trods af venskabet med Casper lader han på en del områder til at være Caspers diametrale modsætning.
- Niels Buckingham (spillet af Klaus Bondam). Jumpstarts "Mr. News" og fra sæson 2 også stationens chef. Han drager tit fordel af kameramanden Robert Dølhus' lave intellekt og bruger ham til alle mulige mærkelige formål, fx i afsnit 49, hvor han beder Robert om at sætte hans hjerte i stå i 10 sekunder, så han kan erklæres død og få en kage opkaldt efter sig hos La Glace.
- Liva Knibbe Eberhardt (spillet af Iben Hjejle). Caspers kæreste fra midten af sæson 2 til slutningen af sæson 3 og igen fra slutningen af sæson 4. Da hun bliver kæreste med Casper arbejder hun som arkitekt, men bliver sidst i sæson 3 ansat på Jumpstart som pressechef.
- Lisa Bremer Harris (spillet af Katja K). Chefsekretær hos Jumpstart, først for Kim Dorowsky, siden for Niels Buckingham. Hun er den mest fornuftige og eneste næsten 'normale' ansat på stationen. Hun har en del kontroverser med Robert Dølhus, som føler en vis fascination af at kigge på hendes bryster.
- Robert Lange Dølhus (spillet af Lars Hjortshøj). Kameramand og videotekniker på Jumpstart. Han er meget dum og barnlig og er nem at narre, hvilket Buckingham drager stor fordel af. Han elsker roulader og andre kager, er medlem af en Hi-Fi Klubben og kan godt lide at kigge på bryster, eller "patter" som han kalder det. Andre af hans ofte brugte udtryk er "kællinger", "total yndlings" og "herre øv".
- Kim Dorowsky (spillet af Sofie Stougaard). Journalist på Jumpstart. Hun var stationens chef i sæson 1, men overlader fra sæson 2 posten til Buckingham for at få mere tid til at skrive en bog om boksning. Hun bliver i starten af sæson 2 gift med Casper, men de bliver efter kort tid skilt igen.

### Biroller
- Anne Joronsen (spillet af Stine Stengade). Sygeplejerske og Caspers kæreste i starten af serien. Hun ses kun i sæson 1 og 2 og bliver i afsnit 14 kæreste med tv-værten Lars Herlow, hvorefter man ikke ser mere til hende.
- Mogens Knibbe Eberhardt (spillet af Henning Jensen). Livas far, som er læge og meget stolt af sin medicinske uddannelse, som han tit refererer til. Selv synes han, at Casper er et stort fjols og forstår ikke hvad Liva ser i ham. Han er meget selvcentreret og har en dårlig vane med at tysse på eller på en anden måde afbryde folk, når de er ved at fortælle noget, han ikke ønsker skal afsløres.
- Vibeke Knibbe Eberhardt (spillet af Solbjørg Højfeldt). Livas mor og gift med Mogens.
- Wulff (spillet af Mikael Wulff). Journalist på Jumpstart. Han optræder kun i sæson 1 og ses derfor ikke igen efter afsnit 13. Begge hans forældre er døve.

### Bipersoner i enkelte afsnit
| - Jarl Friis-Mikkelsen spillet af Jarl Friis-Mikkelsen - Bjarke Fiffi Longwind spillet af Lars Kjeldgaard - Susan, Casper kæreste (Stemme) og Morgen-tv værten spillet af Tina Bilsbo - Trille spillet af Laura Christensen - Grummy spillet af Grethe Ruggaard - Wulffs døve mor spillet af Sonja Oppenhagen - Wulffs døve far spillet af Hans Henrik Voetmann - Wulffs lillebror spillet af Djarn Kargin - Rapper spilles af Clemens Telling - Birla, Casper kæreste spilles af Trine Dyrholm - Jasper Miyaki spilles af Esben Stokholm - Den smukke dumme pige spilles af Laura von Lindholm - Sørøverkaptajnen spilles af Lars Mikkelsen - Sørøver spilles af Nicolas Bro - UPS-manden spilles af Uffe Holm - Stig Jazzy Junckerbo spilles af Gordon Kennedy - Seismolog Erik Noppenau spilles af Niels Hausgaard - Sæddonoren Jim Nielsen spilles af Peter Tanev - Digter-dværgen spilles af Hans Jørgen Møller - Storsvindleren Stanley. Stemmen til Rockeren Jimmie og Tiggeren/junkien spilles af Anders Matthesen - Stig Lise Rittenhouse og Den døve mand spilles af Mick Øgendahl - Kioskejeren spilles af Omar Marzouk - Zindy Krads spilles af Povl Erik Carstensen - Det sexede grønne bud spilles af Anne Dorthe Krogh - Lasse Rimmer spilles af Lasse Rimmer - "Se og Hør"-Journalisten Liselotte Foss spilles af Annette Heick - Mandelig pensionist spilles af Svend Jensen - Kvindelig pensionist spilles af Lizzie Jensen - Heidi spilles af Anne Sofie Espersen - Thor Fintasdottir spilles af Martin Brygmann - Benito Føssbørs spilles af Ulf Pilgaard - Brøndby-Fan spilles af Søren Søndergaard - FCK-fan spilles af Niels Severin - Wilhjelm Fried spilles af Søren Rislund - Verner spilles af Ricky Vends - John Twain D´Wain spilles af Ewen Bremner - Asbestmanden spilles af Lars Ranthe - Arno Clemmensen spilles af Preben Harris - Harvey spilles Kristian Halken - Lilbeth spilles af Birgit Olsen - Thomas Helmig spilles af Thomas Helmig - Wagner spilles af Asbjørn Byrholdt - Sygeplejersker spilles af Signe Sejlund og Luise Thiele - Thai-piger spilles af Chanatia Bretting og Siriwan Olsen - Lars Herlow spilles af Lars Herlow - Violinspiller spilles af Bjarke Falgreen og Stefan Baadsager - Mia Hundvin spilles af Mia Hundvin - Kokken spilles af Casper Olsen - Stand-up Præsten spilles af Kurt Ravn | - Thorbjørn spilles af Pede Lampert - Linda spilles af Anette Toftgaard - Parterapeuten spilles af Bodil Jørgensen - Casper Mor spilles af Vivienne Hall McKee - Caspers Far spilles af Tommy Kenter - Forlægger Henning Tilsmann spilles af Klaus Pagh - Jeannette, kvinde i koma spilles af Charlie Thybo - Jomfru Mille spilles af Stefania Omarsdóttir - Mufufu spilles af Al Agami - Tv-avis oplæseren spilles af Jes Dorph Petersen - Vagthavende spilles af Jonas Schmidt - Politibetjente spilles af Robert Hansen og Lasse Eskildsen - Michel, Kennys bodyguard spilles af Mette Horn - Stewardessen Sidse spilles af Karen Rosenberg - Viceværten spilles af Otto Svendsen - Kustoden spilles af Bjarne Lisby - Ældre mand i boblebad spilles af Kai Løvring - Kennys læge spilles af Ellen Hillingsø - Oliver spilles af Andreas Berg Nielsen - Politibetjenten spilles af Steen Langeberg - Laust spilles af Nikolaj Steen - Klovnen Polle Pot spilles af Baard Owe - Andy, Kims date spilles af Morten Thunbo - Livas Mormor spilles af Rita Angela - Ældre dame fra Jehovas Vidner spilles af Ruth Jensen - Marie, Kenny date spilles af Lene Poulsen - Italieneren spilles af André Babikian - Ireren spilles af David Bateson - Frits Minkø spilles af Peter Belli - Jeopardy!-deltagere spilles af Jan Gintberg, Lisbeth Janniche, Lea Løbger og Jacob Stubkjær - Lars von Triers stemme laves af Simon Nøhr Munk - Piger i Sauna spilles af Lisette Toth og Camilla Jensen - Rene Larsen spilles af Helle Dolleris - Reimer Bo Christensen spilles af Reimer Bo Christensen - Journalisten spilles af Steffen Knudsen - Dyrepasseren spilles af John Martinus - Kimmy spilles af Lene Maria Christensen - Håndboldspilleren Dennis Randrup spilles af Claes Bang - Blikkenslageren Tino spilles af Anders W. Berthelsen - Samuel Goldstein spilles af David Rousing - Bølle på Værtshuset spilles af Anders Eigen - Illona, Kennys kusine spilles af Laura Drasbæk - Osteimportøren Nestor spilles af Stig Hoffmeyer - Chefen for Blockbuster spilles af Hans Henrik Bærentsen - Skattefuldmægtigen Ivan Lorentzen spilles af Henrik Prip - Politibetjenten spilles af Christian Mosbæk - Kunst-galleriejer Bjarke Skipper spilles af Erik Clausen - Konditormester fra La Glace spilles af Troels II Munk - Advokat Allan Haard spilles af Jens Jørn Spottag - Goldstein spilles af David Rousing - I.T.-medarbejder, Harvey Emil Jomsborg spilles af Kristian Halken - Benito Fossbørs spilles af Ulf Pilgaard - De kendte’s tømmer Thor Fintasdottir spilles af Martin Brygmann |

## DVD-Udgivelser
Langt fra Las Vegas sælges i fem forskellige DVD'er med én sæson (Sæson 1, 13 afsnit, Sæson 2-5 10 afsnit) hver. Desuden er der udgivet den komplette samling med alle afsnit og af specielle dvd'er om Langt fra Las Vegas kan nævnes bl.a Langt Fra Las Vegas – De Bedste Med Gæster og Langt fra Las Vegas – Robert's Bedste med 10 afsnit med Robert Dølhus i hovedrollen.